# KE-SOFT
KE-SOFT war eine deutsche Computerspiele-Firma.

## Geschichte
Sie wurde im Jahre 1989 von Kemal Ezcan (heutiger Name: Yoda Zhang) gegründet. Die Firma brachte Spiele, Software und Literatur für die Atari-Heimcomputer heraus. Von 1989 bis 1996 erschien die deutschsprachige Zeitschrift Zong, die sich ebenfalls ausschließlich mit dem Atari-Heimcomputer beschäftigte und nach Einstellung des Atari-Magazins die einzige deutschsprachige Zeitschrift für die Atari-Heimcomputer war. Kemal Ezcan war in der Atari-Szene vor allem durch seine Musikprogrammierung bekannt. Er programmierte u. a. Musiken für Spiele im Auftrag der Firma Atari Deutschland und Axis Computerkunst, die später bei Ariolasoft veröffentlicht wurden.
In den Jahren vor 1996 war KE-SOFT die einzige deutsche Firma, die die Atari-Heimcomputer noch unterstützte. KE-SOFT wurde im Jahre 1996 aufgelöst, alle herausgegebenen Spiele gingen ins Public Domain über.

## Spiele
Eine Auswahl der Spiele von 1989 bis 1993:
- Drag (1989)
- Zador (1989)
- Pungo (1989)
- Sogon (1989)
- Pungoland (1989)
- Oblitroid (1989)
- Tobot (1989)
- Bros (1989)
- Dredis (1989)
- Antquest (1990)
- Tecno Ninja (1990)
- Cultivation (1990)
- Chromatics (1990)
- Zebu-Land (1990)
- Atomit (1990)
- Player’s Dream 1 (1990)
- Ashido (1990)
- Player’s Dream 2 (1991)
- Bomberjack (1991)
- Mario’s Desert World (1991)
- Player’s Dream 3 (1991)
- Atomit 2 (1992)
- Zador 2 (1992)
- Donald (1992)
- Lasermaze (1992)
- Bomb (1992)
- Geisterschloss (1992)
- The Brundles (1993)

### Utilities
- Kemal Ezcan’s Musikeditor (1990)
- KE-BASE (1991)
- Gamedesigner’s Workshop (1992)